# CubeSat

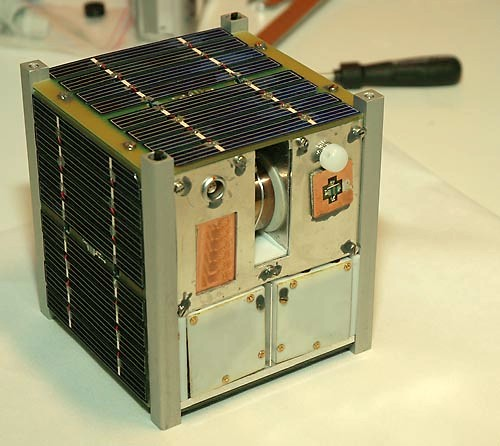
ノルウェーのNCUBE2（1U）

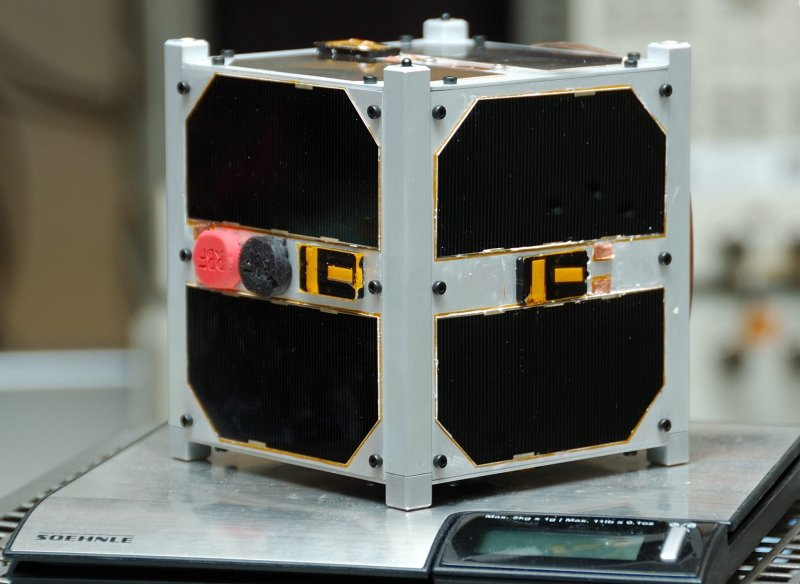
ESTCube-1（1U）

CubeSat（キューブサット）は規格化された直方体の外形をした小型人工衛星の総称である。
一般的な人工衛星よりも制作費用が大きく抑えられ、打ち上げ機会が多く提供されていることから、大学の研究室や宇宙事業への参入を新規に検討する企業、民間団体など、予算の確保が難しい組織や技術水準が高くない教育機関などによって製作・運用されることが多い。一辺10cmの立方体を基本単位のサイズ「1U」とし、2U・3U・6Uなど整数倍の大きさのものも含めてCubeSatと呼ばれる。2003年6月に世界初のCubeSatが打上げられた。

## 歴史
CubeSatの仕様は1999年にカリフォルニア・ポリテクニック州立大学とスタンフォード大学が開発した。カリフォルニア・ポリテクニック州立大学はCubeSatの設計標準を公開した。この作業は、航空宇宙工学分野の教授であるJordi Puig-Suariが指揮した。スタンフォード大学のBob Twiggs（現在はケンタッキー州のMorehead州立大学）がCubeSatのコミュニティ作りに貢献した。CubeSatの仕様は、NASAのMEPSI超小型衛星（nano-satellites）のようなナノ衛星の仕様は適用しておらず、CubeSatの方がさらに小さい。
2003年6月30日に東京大学のXI-IV、東京工業大学（当時）のCUTE-IなどがCubeSatとして世界で初めて軌道投入された。

## 規格
大きさが10×10 cm で決められているため、共通の放出機構P-POD（Poly-PicoSatellite Orbital Deployer）が利用できる。
一般的な寸法・重量は以下の通り。
- 1U：10×10×高さ10cm、1.33kg以下
- 2U：10×10×高さ20cm、2.66kg以下
- 3U：10×10×高さ30cm、3.99kg以下
- 4U：10×10×高さ40cm、5.32kg以下
- 5U：10×10×高さ50cm、6.65kg以下
- 6U：10×10×高さ60cm、7.98kg以下
- W6U：10×20×高さ30cm、6.8kg以下

## 軌道投入

### ピギーバック
P-PODはロケットに取り付けられ、ロケット側からの信号を受信すると放出が行われる。P-PODは2006年以前の打上げの90%で使われていた。現在は改良型のP-POD Mk IIIが使われており、1UサイズのCubeSatであれば、3機を搭載できる。3UサイズのCubeSatは1U CubeSat 3機と同じ大きさのため、1機の搭載となる。
なお、その後、P-POD以外の放出機構も開発されるようになり、ISIS社が開発したISIPODや、トロント大(UTIAS SFL)のXPOD、NanoRacks社が開発したNanoRacks社の放出機構(ISSからの放出用で、1Uサイズなら一度に6機放出可能)も使われるようになった。
なお、日本のH-IIAロケットではJ-POD（JAXA-Picosatellite Orbital Deployer）と呼ばれる放出機構（1UサイズのCubeSat4機を搭載可能）を使用している。

### J-SSODによる放出

きぼうJ-SSODによるCubeSatの放出

CubeSatはピギーバック衛星としてロケットで直接打ち上げるほかにも、無人宇宙補給機で国際宇宙ステーションに搬入して、きぼうのロボットアームと小型衛星放出機構（J-SSOD）を使って軌道上に放出することもでき、初めての試みとして2012年7月に日本の3機を含めた計5機のCubeSatがこうのとり3号機によってISSに運ばれ、同年10月4日と5日に軌道上に放出された。こうのとり4号機で運ばれた4機のCubeSatは、2013年11月19日に3機が放出され、翌20日にも残る1機が放出された。
2024年10月現在、50kg級衛星を含めて26回・86機が放出されている。

### 費用
CubeSatの軌道投入には2004年時点で、1UサイズのCubeSat1個あたり、65,000から80,000米ドル程度の費用で打ち上げることができる。これは、一般の人工衛星の打ち上げ費用と比べると非常に安価であり、この打ち上げ費用の安さが世界中の多くの大学やその他の教育機関などで人工衛星の開発・打ち上げに参加することを可能にしている。

## 普及

2023年までに打ち上げられたナノサットの統計

2013年11月には2機のロケットで計47機ものCubeSatが打ち上げられ、その数を急速に増やしている。2013年12月には国際宇宙ステーションに33機のCubeSatが運ばれる予定で、その中には上記の商業用地球観測ネットワーク構築のためのFlock-1衛星(3U+サイズ)28機も含まれる。
2022年には338機が打ち上げられ、2024年初頭には累計打ち上げ数は2000機を超えている。また、CubeSatのパーツやキットをネット販売する店も多数出てきている。

### 高校生によるCubeSat
2013年11月にはアメリカの高校生もCubeSat「TJ3Sat」の打ち上げに成功した。2018年3月にはアメリカの高校生もCubeSat「PRISMSpace-1」の打ち上げに成功した。

## 仕様・目的の多様化
CubeSatも数が増えてきたため、様々なタイプのものが考え出されるようになり、姿勢制御用の小型のホイールやコントロールドモーメントジャイロ(CMG)を搭載するものや、アマチュア無線の周波数帯に留まらず、高速でデータ送信が可能なSバンドやXバンドなど、マイクロ波帯の中継器とアンテナを搭載するもの、スペースデブリを増やさないよう膜やパラシュートを広げて落下を早めるように工夫したもの、推進系を搭載して移動能力を持たせたものなどが考案されている。また安価なCubeSatを低軌道上に多数展開して高頻度に地上を撮影することで、地球観測衛星の概念を覆そうとする商業用地球観測ネットワークの構築や、地球軌道を脱出させる構想もあり、CubeSatは急速に発展している。

## 深宇宙探査機

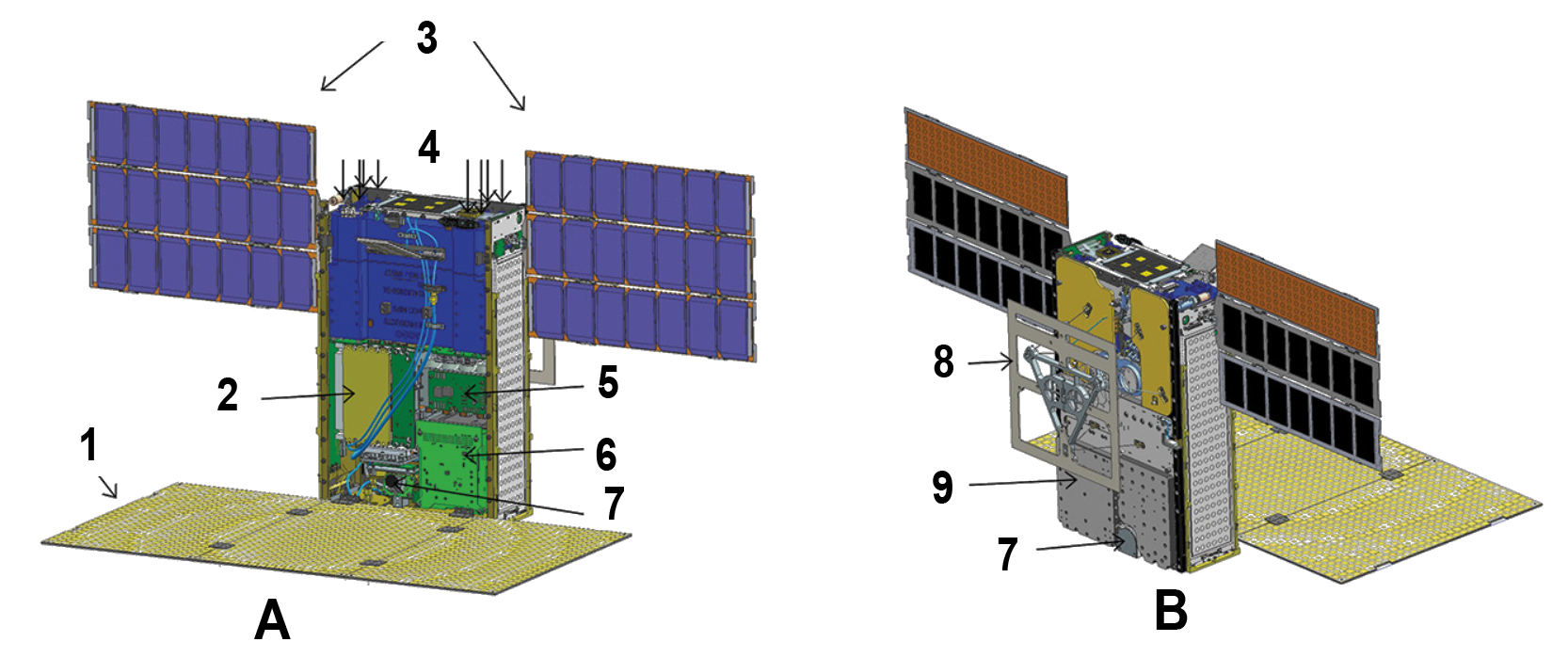
マーズ・キューブ・ワン

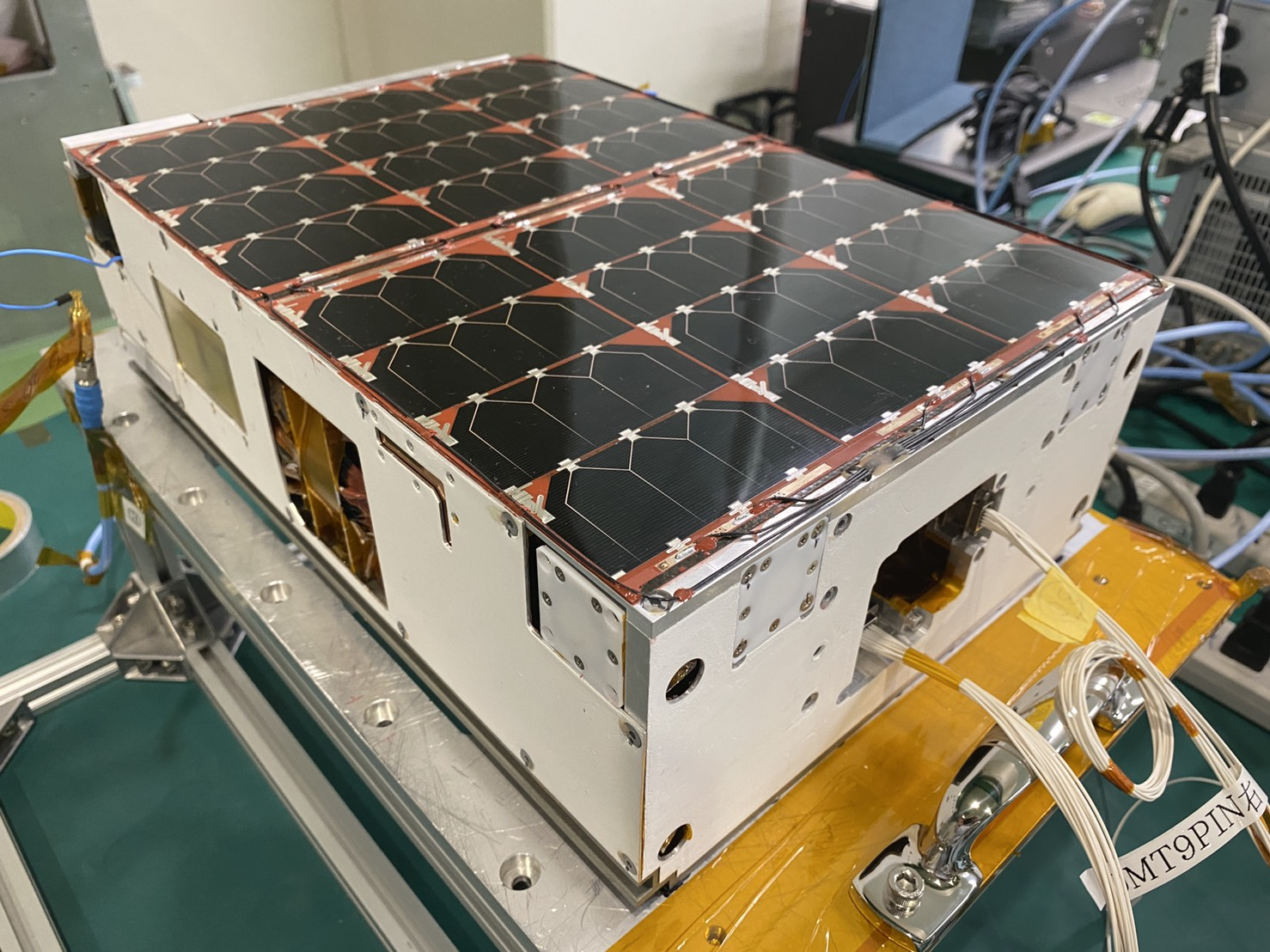
OMOTENASHI

2018年5月、NASAは火星探査機としてW6Uサイズのマーズ・キューブ・ワンを打ち上げ、2022年11月にJAXAはSLSロケットで月面着陸実証機として同じくW6UサイズOMOTENASHIを打ち上げた。
NASAの小惑星の軌道変更実験ミッションDARTの一部としてASI（イタリア宇宙機関）がW6UのLICIACubeを開発し、2022年9月にDARTが小惑星に衝突する様子の撮影に成功した。

## ギャラリー

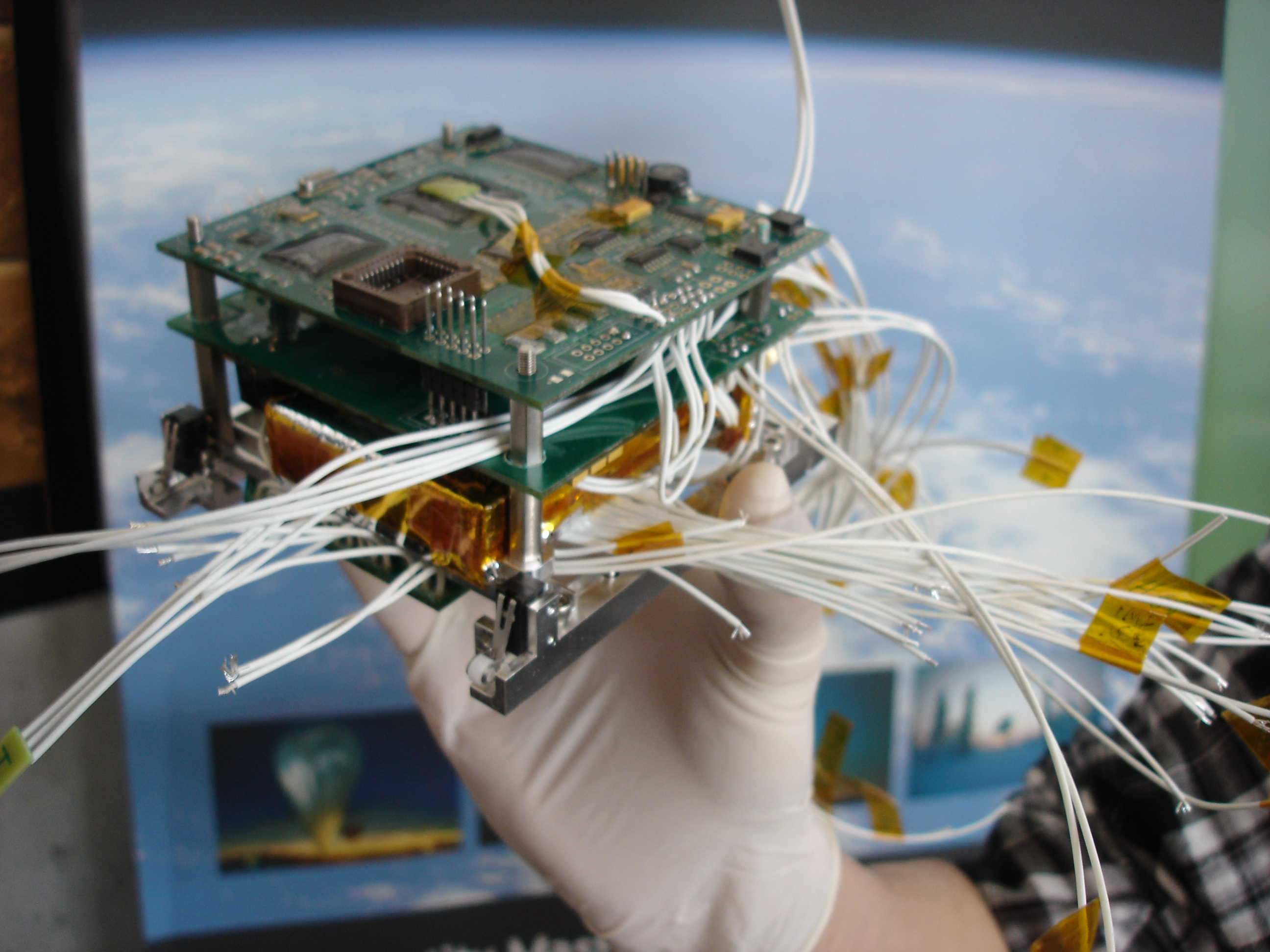
UWE-2の内部（1U、ヴュルツブルク大学）
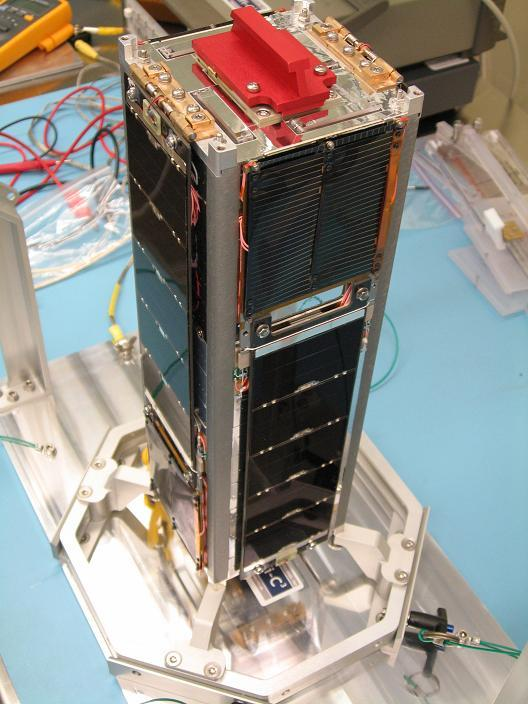
Delfi-C3（3U、デルフト工科大学）
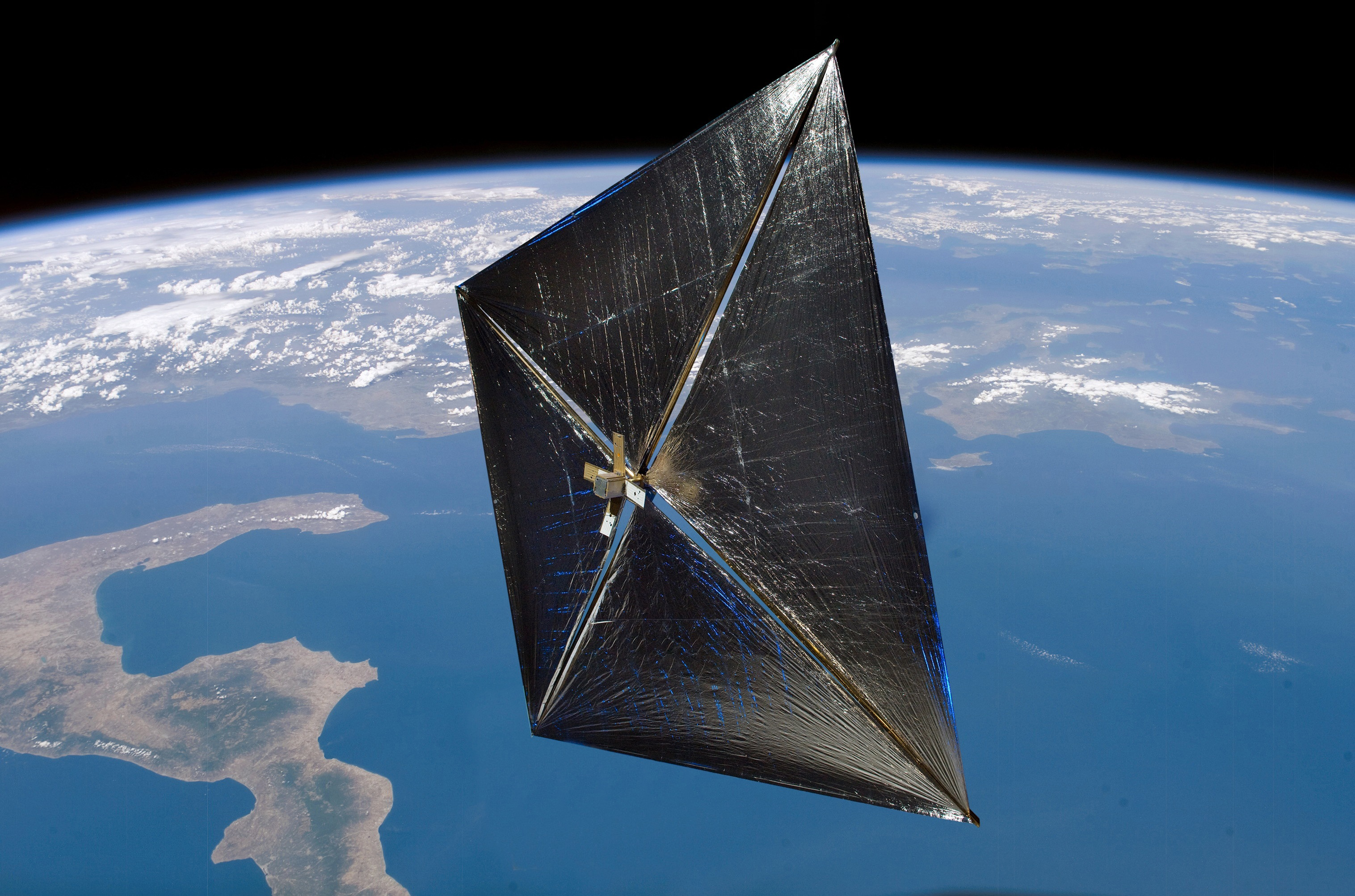
ナノセイルDのコンセプト図（3U、NASA）
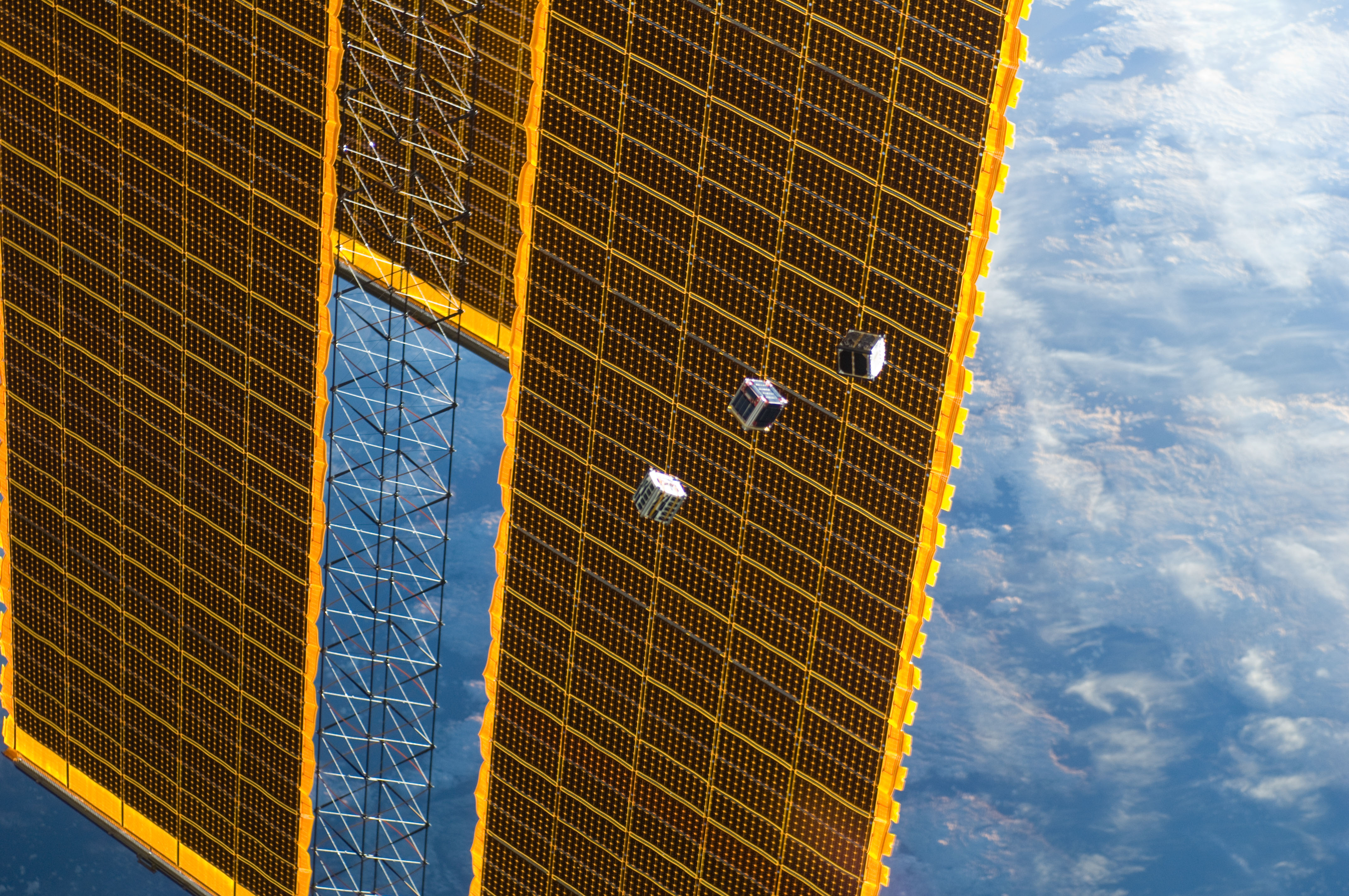
2012年10月4日にきぼうから放出されたにわか衛星、F-1、TechEdSat

## 小型衛星の規格

### CanSat
実際に宇宙へ打ち上げることを目的としたものではないが、衛星に必要な要素をいくつか備えた模擬人工衛星の規格としてCanSatがある。

### PocketQube
PocketQubeは10cm角(1Uサイズなら1kg)を規格とするCubeSatよりもさらに小さな衛星で、5 cm角の規格で作られるため、最小なら1U CubeSatの1/8サイズとなり、0.25kgの衛星となる。2013年11月21日、ドニエプルロケットで最初の4機が打ち上げられた。この中のWRENというPocketQubeは超小型プラズマスラスター4基と、3軸のリアクションホイール、カラーカメラを搭載して試験を行うもので、小さいからといっても侮れないレベルの試験機となっている。PocketQubeもCubeSatのような各種サイズが設定されており、1P, 1.5P, 2.5Pのサイズがある。
2009年に始まり、 Morehead州立大学 (MSU) とKentucky Spaceによって宇宙科学と探査を志す世界中の大学生達の開発の指針となるようにPocketQubeの仕様が策定された。

## 参照
1. ↑  “JEM搭載小型衛星放出機構 J=SSOD”.   JAXA. 2024年10月30日閲覧。
2. ↑  “NanoRacks Completes Flight Integration of CubeSats Bound on Orb1 to the ISS”. NanoRacks. (2013年11月14日) 2013年11月24日閲覧。
3. ↑  JAXAあかつき特設サイト 相乗り衛星の概要
4. ↑  H-ⅡAロケットに相乗りする 小型副衛星の通年公募について
5. ↑  「きぼう」からの小型衛星放出実証ミッションに係る 搭載小型衛星の選定結果について
6. ↑  “これまでに放出された超小型衛星”. 「きぼう」利用のご案内. 2024年10月30日閲覧。
7. ↑  “Upcoming CubeSat Launches: The Flood Has Arrived”. AMSAT-NA. (2013年11月1日) 2013年11月24日閲覧。
8. ↑  “超小型衛星の国際戦略・動向｜超小型衛星利用シンポジウム2023 2月21日シー・エス・ピー・ジャパン(株)”.   JAXA. 2024年10月30日閲覧。
9. ↑  Kulu, Erik. “Nanosats Database” (英語). Nanosats Database. 2024年10月31日閲覧。
10. ↑  “NASA - PRISMSpace-1” (英語). www.nasa.gov. 2018年6月21日閲覧。
11. ↑  アストロピクス編集部 (2022年9月19日). “DARTの小惑星衝突を目撃せよ！ DARTから放出されたキューブサット「LICIAcube」”. アストロピクス. 2024年10月31日閲覧。
12. ↑  “Cubesats are so last year – now smaller PocketQubes could be next big thing”. Flightglobal.com. (2013年10月18日) 2013年11月24日閲覧。
13. ↑  “Want to build a satellite but dont have a NASA sized budget?”. Kickstarter. (2013年10月18日) 2013年11月24日閲覧。
14. ↑  Twiggs, Bob. “Making it small”. 2013年9月7日閲覧。